# Gończy hiszpański
Gończy hiszpański – rasa psa, należąca do grupy psów gończych i posokowców, zaklasyfikowana do sekcji psów gończych. Podlega próbom pracy.

## Rys historyczny
Rasa powstała w VI wieku. Na Półwysep Iberyjski trafiła prawdopodobnie dzięki Fenicjanom.

## Wygląd
Istnieją dwie odmiany tej rasy:
- odmiana de monte: waga 25kg, wzrost 56 cm, sierść biała z rudymi lub czarnymi łatami, twarda;
- odmiana lebrero: mniejsza, wzrost do 51 cm, szata najczęściej jednolicie ruda.

## Zachowanie i charakter
Energiczny i wierny.

## Użytkowość
Typowy pies myśliwski